# Ichneumolaphria
Ichneumolaphria är ett släkte av tvåvingar. Ichneumolaphria ingår i familjen rovflugor.
Kladogram enligt Catalogue of Life:
| Ichneumolaphria | \| \| Ichneumolaphria fascipennis \| \| \| \| \| \| Ichneumolaphria schachti \| \| \| \| \| \| Ichneumolaphria zikani \| \| \| \| |
|                 | \| \| Ichneumolaphria fascipennis \| \| \| \| \| \| Ichneumolaphria schachti \| \| \| \| \| \| Ichneumolaphria zikani \| \| \| \| |
|                 | Ichneumolaphria fascipennis |
|                 | |
|                 | Ichneumolaphria schachti |
|                 | |
|                 | Ichneumolaphria zikani |
|                 | |